# Peace (álbum)
Peace es el noveno álbum de estudio del dúo británico Eurythmics, publicado en octubre de 1999. Fue el primer álbum con nuevo material desde We Too Are One, de 1989. «I Saved the World Today» fue el primer sencillo escogido, logrando ubicarse en la posición n.º 11 en la lista UK singles chart. Otro sencillo, «17 Again», fue publicado en enero del año 2000. Ingresó en el UK Top 30 y encabezó la lista US dance chart.

## Lista de canciones
Todas las canciones escritas y compuestas por Annie Lennox y David A. Stewart, except "Something in the Air" by Speedy Keen. 
| N.º | Título                    | Duración |  |
| 1.  | «17 Again»                | 4:55     |  |
| 2.  | «I Saved the World Today» | 4:53     |  |
| 3.  | «Power to the Meek»       | 3:18     |  |
| 4.  | «Beautiful Child»         | 3:27     |  |
| 5.  | «Anything but Strong»     | 5:04     |  |
| 6.  | «Peace Is Just a Word»    | 5:51     |  |
| 7.  | «I've Tried Everything»   | 4:17     |  |
| 8.  | «I Want It All»           | 3:32     |  |
| 9.  | «My True Love»            | 4:45     |  |
| 10. | «Forever»                 | 4:08     |  |
| 11. | «Lifted»                  | 4:49     |  |

## Créditos
- Annie Lennox – voz
- Dave Stewart – guitarra, voz